# Günther Uecker

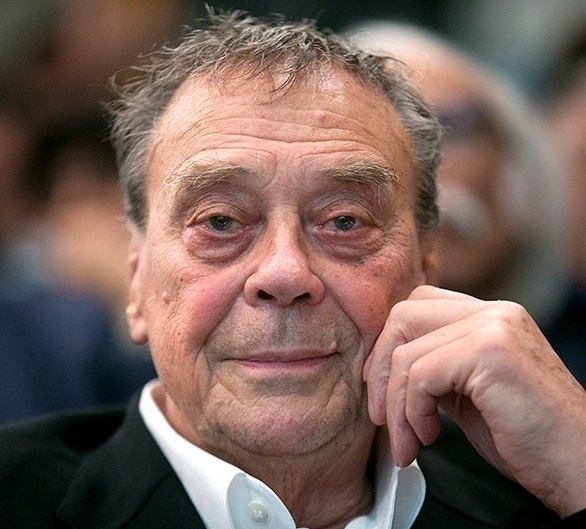
Günther Uecker (2016)

Günther Uecker fotografiert von Oliver Mark, Düsseldorf 2011

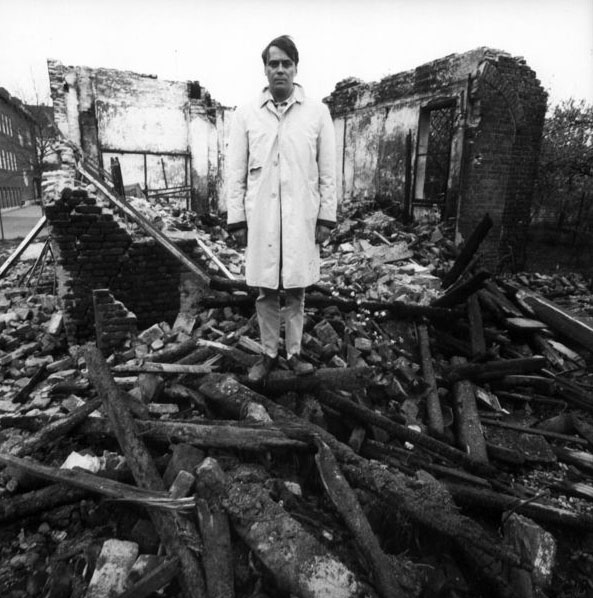
Günther Uecker auf den Trümmern seines Ateliers an der Oberkasseler Straße, Düsseldorf, um 1965
Foto: Lothar Wolleh

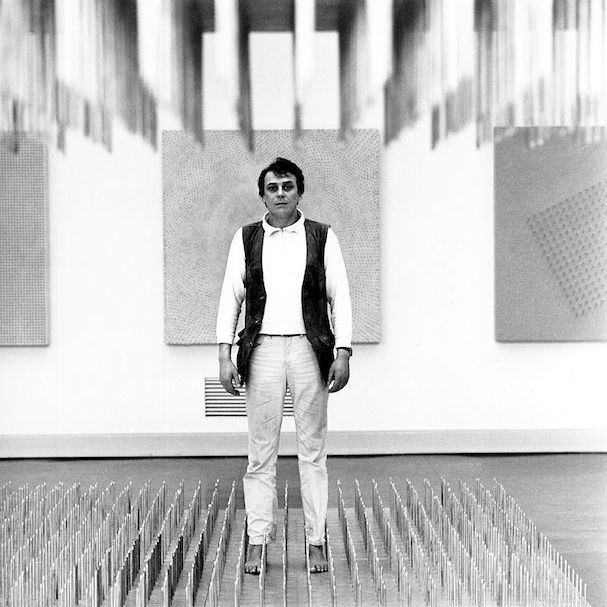
Günther Uecker (undatiert)
Foto: Lothar Wolleh

Günther Uecker (* 13. März 1930 in Wendorf; † 10. Juni 2025 in Düsseldorf) war ein deutscher Maler und Objektkünstler. Bekannt wurde er vor allem mit seinen reliefartigen Nagelbildern. Ein Teil seiner künstlerischen Objekte kann der kinetischen Kunst zugeordnet werden. In späteren Jahren wandte er sich auch der Glaskunst zu und entwarf Kirchenfenster.

## Leben und Werk
Günther Uecker wuchs ab 1936 auf der Halbinsel Wustrow auf, wo sein Vater als Ingenieur auf einem Versuchsflugplatz der Luftfahrtindustrie angestellt war. Dort erlebte er das Ende des Zweiten Weltkriegs. Als die Rote Armee die Halbinsel Wustrow beanspruchte und die deutschen Zivilisten sie verlassen mussten, übernahm sein Vater eine Neubauernstelle in Groß Schwansee. Günther Uecker besuchte die örtliche Diesterweg-Schule im ehemaligen Gutshaus Groß Schwansee.
Nach der Schulzeit machte Uecker in Grevesmühlen eine Anstreicher- und Schreinerlehre. Danach studierte er bis 1953 Malerei, zuerst in Wismar, dann an der Kunsthochschule Berlin-Weißensee. Anlässlich der Weltjugendfestspiele 1951 in Ost-Berlin nutzte er die Gelegenheit, erstmals West-Berlin zu besuchen, und kam dort in Kontakt mit Werken der abstrakten Kunst. 1953, nach dem Aufstand des 17. Juni, verließ er die DDR und siedelte nach West-Berlin über. Dort beschäftigte er sich mit Religion und Philosophie, was sein Werk beeinflussen sollte.
Weil Uecker bei seinem Idol Otto Pankok studieren wollte, ging er 1955 nach Westdeutschland. Sein Weg führte über das Notaufnahmelager für männliche jugendliche DDR-Flüchtlinge in Sandbostel, in dem er nach eigenen Angaben wochenlang als vermeintlich von der DDR Eingeschleuster verhört wurde. Im selben Jahr holte er seine Schwester Rotraut aus Groß Schwansee in den Westen.
Günther Uecker setzte von 1955 bis 1957 sein Studium an der Kunstakademie Düsseldorf bei Otto Pankok fort. 1956/1957 entstanden erstmals die für ihn typischen Nagelbilder: dreidimensionale, weiß bemalte Reliefs aus Nägeln, die durch die Ausrichtung der Nägel und die Wechselwirkung von Licht und Schatten ihre eigene Dynamik erhalten. Ab 1962 versah Uecker Alltagsgegenstände wie Möbel mit Nagelreliefs.
1961 wurde Uecker Mitglied in der von Heinz Mack und Otto Piene gegründeten Künstlergruppe ZERO, woraufhin er sich auch der kinetischen Lichtkunst zuwandte. Gemeinsam mit Gerhard Richter inszenierte er die Demonstration Museen können bewohnbare Orte sein. Die Aufführung des Terrororchesters in der Kunsthalle Baden-Baden, einer lärmenden Installation aus zwanzig Maschinen, Staubsaugern, einer Wäschetrommel sowie Hammer und Sichel, erregte bundesweit Aufsehen. In den 1960er Jahren bewohnte Uecker zeitweise eine alte Scheune in Düsseldorf-Oberkassel für eine Monatsmiete von 50 Mark. Als die Stadt Düsseldorf ihm kündigen wollte, brannte er nach eigenen Angaben das Gebäude nieder, was er 2016 mit den Worten kommentierte: „Ich war immer von dieser radikalen Art.“
Zusammen mit Thomas Lenk, Heinz Mack und Georg Karl Pfahler war Uecker 1970 deutscher Vertreter auf der Biennale von Venedig. Von 1971 bis 1974 folgten Arbeitsaufenthalte in Südamerika, Afrika und Asien sowie von 1984 bis 1985 Aufenthalte in Japan, Sibirien, China, Island und der Mongolei. Seit den 1980er Jahren nahm er in seinen Werken zu politischen Fragen Stellung: So reagierte er auf die Nuklearkatastrophe von Tschernobyl mit dem Zyklus Aschebilder. Weitere politische Bezüge finden sich in Werken über den Irak, zu Umweltproblemen und anderem.
Von 1974 bis 1995 unterrichtete Uecker als Professor an der Kunstakademie in Düsseldorf. Zu seinen Meisterschülern zählten Halina Jaworski, Klaus Schmitt und Matthias Hintz. 1999 gestaltete er den Andachtsraum im Reichstagsgebäude in Berlin. 2004 konzipierte er das Freilichtbühnenbild für eine Aufführung des Dramas Wilhelm Tell von Friedrich Schiller auf der Rütliwiese in der Schweiz.
Im Dezember 2008 war Uecker Mitbegründer der Stiftung ZERO-Foundation. Weitere Gründer waren die ZERO-Künstler Heinz Mack und Otto Piene sowie die Stiftung museum kunst palast. Die Stiftung hat ihren Sitz im Düsseldorfer Medienhafen; sie hat sich zum Ziel gesetzt, die ZERO-Bewegung zu erhalten, zu präsentieren, zu erforschen und zu fördern.
Uecker lebte und arbeitete überwiegend in Düsseldorf-Oberkassel sowie in St. Gallen. Von 2002 bis 2008 bewohnte er zudem, mit Einverständnis der Kommune, eine Hütte auf der Halbinsel Wustrow, bis ihm dies vom Landratsamt mit Hinweis auf den Naturschutz verboten wurde. In einem Interview mit der Wochenzeitung Die Zeit sagte er jedoch im April 2025, er sei der einzige Einwohner der Insel Wustrow und halte sich manchmal dort auf. Weil das Gebiet unter Naturschutz stehe, habe er sein Haus auf hohe Pfähle gestellt. Ein weiteres Atelier Ueckers befindet sich in der Berliner Gartenstadt Atlantic des Architekten Rudolf Fränkel.
Ueckers Hauptwerke, wie seine genagelten Reliefs, werden am Kunstmarkt auf eine halbe Million Euro oder mehr taxiert, so z. B. Spirale I, 1968, bei Sotheby’s (New York) $ 600.000 bis $ 800.000 oder Feld/Field, 2012–13, bei Dorotheum (Wien) auf € 400.000 bis 600.000 € Anfang der 1970er Jahre wurden solche Bilder noch zu Preisen um 10.000 € gehandelt. Die städtische Kunstsammlung Bonn erwarb damals ein Nagelbild Ueckers zum Freundschaftspreis von nur 4.000 DM.
Uecker starb im Alter von 95 Jahren in Düsseldorf.

## Familie
Günther Uecker war der Bruder der Künstlerin Rotraut und Schwager des verstorbenen Künstlers Yves Klein. Uecker war seit 1958 mit Inge Hardung und später in zweiter Ehe mit der gelernten Buchhändlerin und späteren Fernsehansagerin des Westdeutschen Fernsehens Christine Steinfeld verheiratet; sie hatten einen Sohn.

## Ehrungen und Auszeichnungen
- 1964: Förderpreis des Landes Nordrhein-Westfalen für Bildende Kunst
- 1983: Kaiserring der Stadt Goslar
- 1985: Verdienstorden der Bundesrepublik Deutschland (Verdienstkreuz 1. Klasse)
- 2000: Pour le mérite für Wissenschaft und Künste
- 2001: Verdienstorden der Bundesrepublik Deutschland (Großes Verdienstkreuz mit Stern)[18]
- 2006: Berliner Bär (B.Z.-Kulturpreis)
- 2010: Jan-Wellem-Ring der Landeshauptstadt Düsseldorf
- 2011: Künstlerpreis der Cologne Fine Art & Antiques
- 2011: Ehrensenator der Universität Tübingen
- 2015: Staatspreis des Landes Nordrhein-Westfalen
- 2015: Umbenennung der Landesbibliothek Mecklenburg-Vorpommerns in Landesbibliothek Mecklenburg-Vorpommern Günther Uecker.[19]
- 2023: Verdienstorden des Landes Mecklenburg-Vorpommern

## Werke (Auswahl)

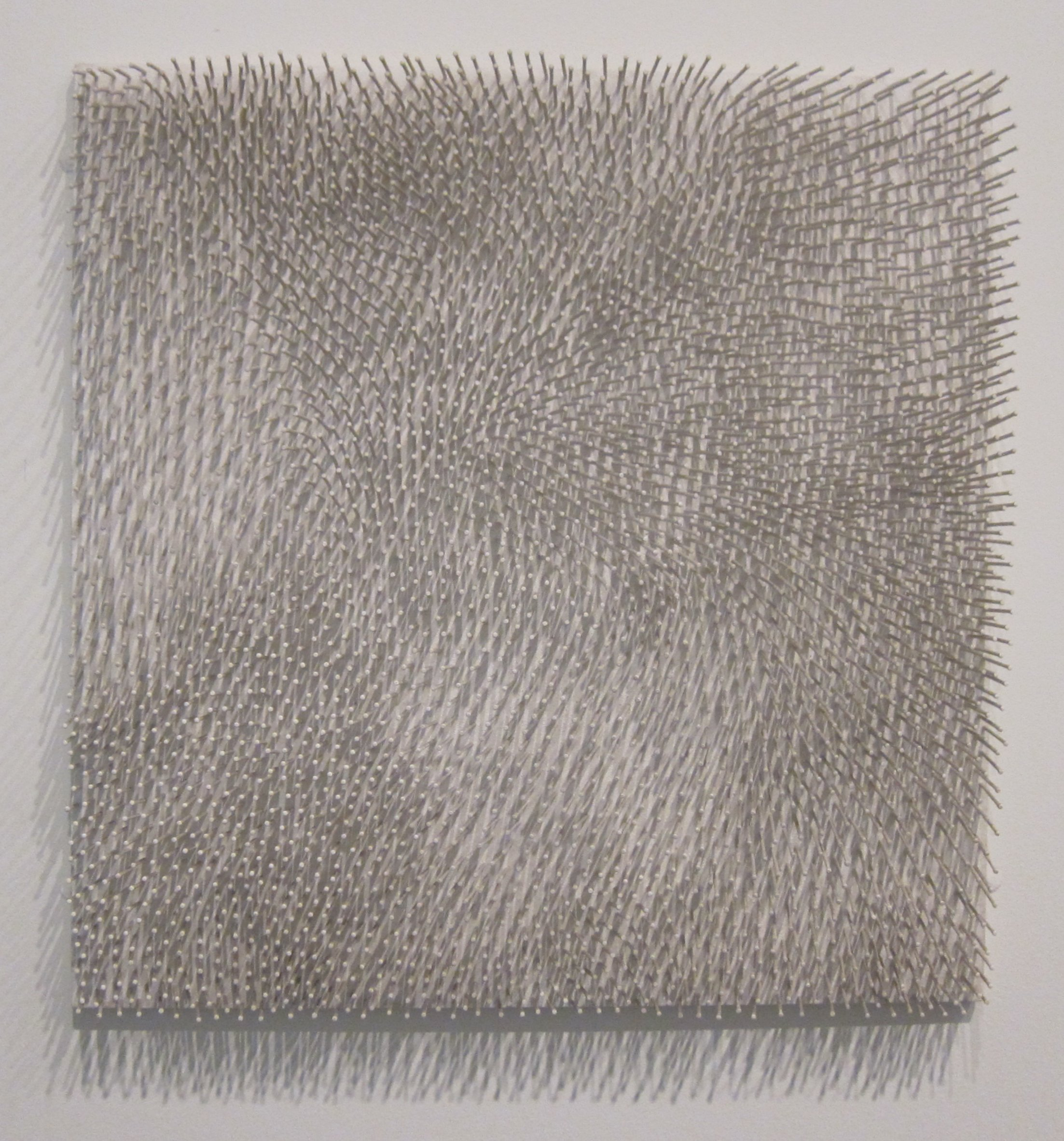
White Field, 1964, Tate Gallery of Modern Art

- 1959: Struktursäule, Holz, Nägel, bemalt, in: Ein Wald der Skulpturen – Sammlung Simon Spierer, Hessisches Landesmuseum Darmstadt
- 1962: Salon de Lumière, Lichtobjekte
- 1964: Haar der Nymphen, 150 × 150 cm.
- 1967: Nagel in einem Metallkäfig und konzeptionelle Gestaltung des Creamcheese, Neubrückstraße 12, Düsseldorf
- späte 1960er Jahre: Hommage à Paul Scheerbart (Scheerbartwesen), Nägel und weiße Farbe auf Rupfen und Holz, 175 × 176 cm.
- 1970: Sandmühle, Sand, Holz, Bindfäden und Elektromotor, Durchmesser: 300 cm (Städelmuseum Frankfurt am Main)
- 1974: Bühnenbildentwürfe für die Beethoven-Oper Fidelio in Bremen.
- 1977: Wandrelief für das UNO-Gebäude in Genf.
- 1978: Zum Zeichen der Schrift oder die Sprachlosigkeit – Fotos Lothar Wolleh.
- 1979: Bühnenbildentwürfe für Lohengrin in Bayreuth
- 1980: Chichicastenang Nagelboot, entstand anlässlich des Katholikentags, Pax Christi Krefeld
- 1981: Lichtsäule am Fernmeldeamt 1, Düsseldorf, Graf-Adolf-Platz, 26 m hohe Stahlskulptur mit 294 programmierten Leuchten
- 1982: Bühnenbildentwürfe für Tristan und Isolde in Stuttgart
- 1989: Bühnenbildentwürfe für Die Bassariden von Hans Werner Henze, Staatsoper Stuttgart
- 1986: expressive Aschebilder (als Reaktion auf Tschernobyl)
- 1999: Andachtsraum im Reichstagsgebäude Berlin
- 1999: Steinmal in Buchenwald – 1. September 1939 (Skulptur im Keller der ehemaligen Häftlingskantine)
- 2000: Installation „Verletzungen-Verbindungen, vierzehn gebrochene Kreuze“, aufgestellt in der Marienkirche zu Lübeck 2003
- 2004: Bühnenbildentwurf für Wilhelm Tell mit dem Deutschen Nationaltheater Weimar auf dem Rütli
- 2022: Teile der bereits ab 2017 entworfenen vier neuen Kirchenfenster für den Schweriner Dom wurden eingesetzt[20]

## Ausstellungen (Auswahl)
- 1960: erste Einzelausstellung in der Galerie Schmela, Düsseldorf
- 1964: documenta III, Kassel
- 1965: Mack, Piene, Uecker. O – ZERO, Kestner-Gesellschaft, Hannover. Katalog
- 1968: 4. documenta, Kassel
- 1972: Günther Uecker, Kestnergesellschaft, Hannover
- 1977: documenta 6, Kassel
- 1970: Biennale von Venedig, Venedig
- 1988: Moskau
- 1999: Regen-Garten, Galerie im Prediger, Schwäbisch Gmünd
- 2001: Günther Uecker: Aschebilder und Grafiken, Diözesanmuseum Rottenburg am Neckar.
- 2005: „Zwanzig Kapitel“, Martin-Gropius-Bau und Neue Nationalgalerie Berlin
- 2007: „Das graphische Werk“ Stadtmuseum Hattingen in Blankenstein
- 2008: Beteiligung an der Ausstellung Sound of Art (19. Juli bis 12. Oktober 2008) im Museum der Moderne Salzburg, Mönchsberg
- 2009: Dialog. Lange Stoffbahnen, die im Chor des Schweriner Doms aufgehängt wurden und von Uecker mit Texten aus dem alten Testament und dem Koran beschrieben waren.[21]
- 2009: Arbeiten auf Papier Galerie am Dom, Frankfurt am Main
- 2011: Sandmühle, Schirn Kunsthalle Frankfurt, September 2011[22]
- 2011: Sonderausstellung zur Preisverleihung KölnMesse 16. bis 20. November 2011
- 2012/13: Enrico Castellani und Günther Uecker, Museum of Modern Art Cà Pesaro, Venedig, 1. September 2012 bis 13. Januar 2013
- 2014/15: Heridas – Conexiones / Injuries – Connections, Museo Nacional de Bellas Artes, Havanna, Kuba, 14. November bis 25. Januar 2015
- 2015: Uecker, Kunstsammlung Nordrhein-Westfalen K20, Düsseldorf.[23] Katalog
- 2016: Günther Uecker, W&K – Wienerroither und Kohlbacher, Palais Schönborn-Batthyány, Wien.[24]
- 2020: Günther Uecker. Huldigung an Hafez, Kunsthalle Rostock
- 2021: UECKER90, Staatliches Museum Schwerin
- 2024: Sonderausstellung Lichtbogen. Goethe-Museum. Düsseldorf. 13 drei Meter hohe Fensterentwürfe Ueckers auf Leinwand und Tafeln aus geäztem Überfangglas, die mit Glasschmelzfarben bemalt sind.[25]

## Filme (Auswahl)
- 1989 Wie ein Bauer auf dem Feld (dt./chinesisch), 45 Min. Ein Film von Michael Kluth, Kamera: Hubert Neuerburg. Produktion: Metrovision-Film im Auftrag des WDR
- 1993 Der geschundene Mensch, Werkstattfilm, 17 Min. Ein Film von Michael Kluth, Kamera: Hubert Neuerburg. Produktion: Metrovision-Film im Auftrag des Instituts für Auslandsbeziehungen
- 1999 Die Bilderwelt des Günther Uecker, 45 Min. Ein Film von Michael Kluth, Kamera: Uri Adar. Produktion: Metrovision-Film GmbH im Auftrag des ZDF
- 2001 Günther Uecker in Belgrad (dt./frz.), 14 Min. Ein Film von Michael Kluth, Kamera: Patrick Metzger. Produktion: Metrovision-Film GmbH i. A. des WDR in Zusammenarbeit mit ARTE
- 2004 Günther Uecker und das Rütli, 15 Min. Ein Film von Michael Kluth, Kamera: Uri Adar. Produktion: Metrovision-Film im Auftrag der Lukas Leuenberger Produktion
- 2004 Günther Uecker (dt./engl./span./frz.), 44 Min. Ein Film von Michael Kluth, Kamera: Uri Adar. Produktion: Metrovision-Film GmbH im Auftrag für IN-Goethe
- 2005 Günther Uecker – Poesie der Destruktion, 52 Min. (45 Min. – dt./engl./frz.) Ein Film von Michael Kluth, Kamera: Uri Adar. Produktion: Metrovision-Film i. A. des WDR in Zusammenarbeit mit ARTE
- 2007 Der geschundene Mensch. Verletzungen/Verbindungen, 28 Min. Ein Film von Michael Kluth, Kamera: Uri Adar. Produktion: Metrovision-Film i. A. des Instituts für Auslandsbeziehungen (ifa)
- 2009 Poesie der Erinnerung, 45 Min. Ein Film von Michael Kluth, Kamera: Uri Adar. Produktion: Metrovision-Film GmbH.
- 2014 Der geschundene Mensch, Havanna, 29 Min. Ein Film von Michael Kluth und Henry Schmahlfeldt, Kamera: Henry Schmahlfeldt. Produktion: Metrovision-Film i. A. des IfA und Geuer & Geuer ART GmbH
- 2013 Verletzung – Verbindung, über Günther Ueckers Ausstellung im TMOCA in Teheran, Iran
- 2015 Kraftmensch und Poet – Der Weltkünstler Günther Uecker, 45 Min. Ein Film von Michael Kluth und Anke Rebbert. K: Adar/Neuerburg/Schmahlfeldt. Produktion: Metrovision-Film GmbH und WDR
- 2016 Günther Uecker – Huldigung an Hafez 2, 40 Min. (Langfassung), 12 Min. (Kurzfassung), A: Michael Kluth/Henry Schmahlfeldt, K: H. Schmahlfeldt, T: N. v. Leuchtenberg, S: Lutz Becker, Produktion: Metrovision Film, i. A. Kunstverlag Till Breckner, Düsseldorf.